# Alatina tetraptera
Alatina tetraptera Agassiz e Mayer, 1902 è una cubomedusa della famiglia Alatinidae.

## Descrizione
La  A. tetraptera è dotata di pedalia larghe e "forti", oltre a facelle con lunghi cirri: due caratteristiche peculiari del gruppo delle Alatina, anche se poi le facelle sono in questo caso a forma di ala. La tasca che protegge i ropali è stata descritta come "a forma di cuore" da Haeckel. Il ropalio è dotato di un solo grosso occhio, invece dei sei abituali nei cubozoi. Haeckel classificò la specie come Procharybdis poiché non aveva identificato nessuna struttura nel velarium. L'ombrella di un esemplare adulto misura 30mm di lungo.